# Stefan Duchliński

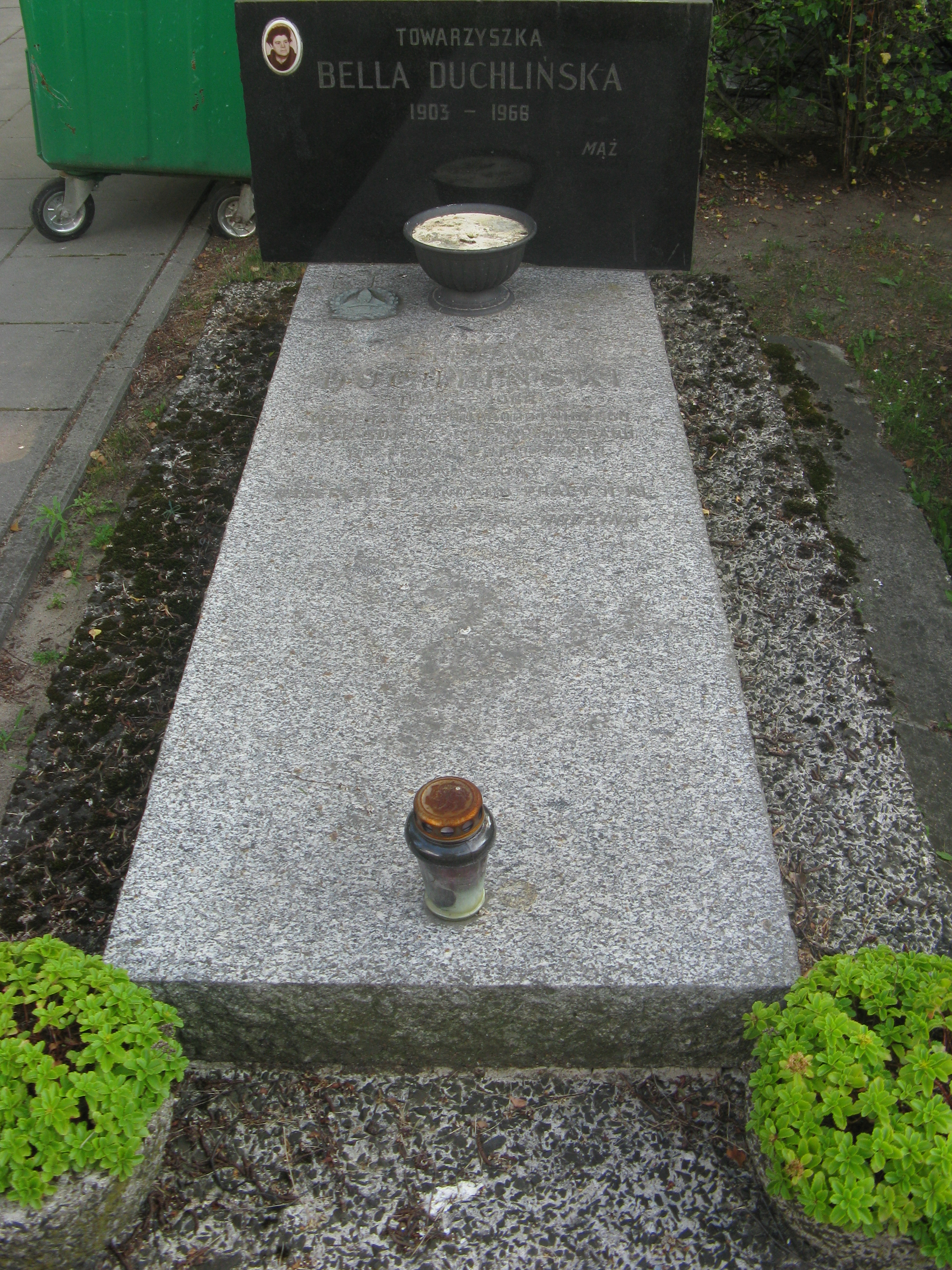
Grób Stefana Duchlińskiego na Cmentarzu Wojskowym na Powązkach

Stefan Duchliński pseud. Chudy, Klemens, Feliks, Jan Rymarski (ur. 15 kwietnia 1897 w Szczurzynie w powiecie ciechanowskim, zm. 24 lutego 1968 w Warszawie) – polski działacz komunistyczny, uczestnik wojny domowej w Hiszpanii.

## Życiorys
Po ukończeniu szkoły podstawowej i kursów szewskich w 1915 został szewcem w Ciechanowie. W 1915 ewakuowany w głąb Rosji, w 1916–1917 służył w rosyjskiej armii, w marcu 1918 wrócił do Ciechanowa i wstąpił do SDKPiL, potem działał w KPRP/KPP. W 1919 powołany do WP, służył w 4 pp Leg. w Kielcach. Prowadził agitację komunistyczną wśród żołnierzy, za co 21 lipca 1920 został aresztowany i osadzony w X Pawilonie Cytadeli Warszawskiej, skąd zwolniono go 2 kwietnia 1921. 1923–1924 członek Komitetu Okręgowego (KO) KPRP Ciechanów-Mława, działacz MOPR i Związku Zawodowego Robotników Przemysłu Skórzanego w Polsce. W styczniu 1924 skierowany przez KC KPRP do Centralnej Szkoły Partyjnej w Moskwie, po ukończeniu której działał w KPZB w Pińsku. 4 czerwca 1926 aresztowany i skazany na 3,5 roku więzienia, 16 lipca 1928 zwolniony na mocy amnestii. Po zwolnieniu został sekretarzem KO KPP w Siedlcach. Od stycznia do maja 1929 funkcjonariusz KO KPP w Zagłębiu, potem do grudnia 1929 KO Kielce-Radom. Od stycznia 1930 w Moskwie, gdzie wstąpił do WKP(b) i był pracownikiem i sekretarzem oddziałowej organizacji WKP(b) w fabryce obuwia.
W 1936 wyjechał do Hiszpanii, gdzie został dowódcą polskiej kompanii w batalionie im. E. Thälmanna i dowódcą sekcji słowiańskiej Szkoły Oficerskiej Brygad Międzynarodowych w Pozo-Rubio. Później dowódca Bazy Polskiej w Casas-Ibáñez. Członek PCE. Był 2 razy ranny w walkach. W marcu 1938 na wniosek przedstawiciela Komitetu Wykonawczego Kominternu Bogdanowa został członkiem komunistycznej trójki partyjnej w Paryżu, we wrześniu 1938 zwolniony z prac organizacyjnych.
Podczas II wojny światowej walczył w armii polskiej na Zachodzie. Wiosną 1947 wrócił do kraju i wstąpił do PPR. Do grudnia 1949 instruktor wydziału organizacyjnego Komitetu Warszawskiego PPR/PZPR, potem majster budowlany w Zjednoczeniu Budownictwa Miejskiego nr 1. Członek Komitetu POP i Komitetu Dzielnicowego PZPR na Żoliborzu, od 1956 na rencie dla zasłużonych. Działacz ZBoWiD i członek Komisji Dąbrowszczaków.
Odznaczony m.in. Orderem Sztandaru Pracy II klasy i Medalem „Za waszą wolność i naszą”.
Pochowany na Powązkach Wojskowych (sekr. 2B-3-1).